# Fairport Convention
Fairport Convention ist eine britische Folk-Rock-Band, die im Mai 1967 gegründet wurde.

## Bandgeschichte

### Anfänge
1966 gründeten der Bassist Ashley Hutchings und der Gitarrist Simon Nicol im Londoner Stadtteil Muswell Hill die Amateurband The Ethnic Shuffle Orchestra. Im selben Jahr trat auch Richard Thompson der Band bei, die ab Mai 1967 unter der Bezeichnung Fairport Convention auftrat. Fairport war eine Hommage an das gleichnamige Haus von Nicols Vater, der darin eine Arztpraxis unterhielt und den Nachwuchskünstlern eine ganze Etage zur Verfügung stellte.
Im November 1967 wurde die Band von Joe Boyd unter Vertrag genommen. Bald darauf erschien die erste Single If I Had a Ribbon Bow. Anfang 1968 spielte Fairport Convention im Vorprogramm von Procol Harum und ein halbes Jahr später erschien das Debütalbum Fairport Convention. Sängerin Judy Dyble verließ die Band kurze Zeit später und wurde durch Sandy Denny ersetzt.
Im Januar 1969 bekam die Band einen Vertrag mit Island Records und veröffentlichte What We Did On Our Holidays und Unhalfbricking, mit ihrem einzigen, von Bob Dylan geschriebenen Hit Si Tu Dois Partir (If You Gotta Go, Go Now), der in den englischen Charts Platz 21 belegte. Ian Matthews verließ Fairport Convention aufgrund persönlicher und musikalischer Differenzen und gründete anschließend seine eigene Band Matthews Southern Comfort. Am 14. Mai 1969 kam der Schlagzeuger Martin Lamble bei einem Unfall des Bandtransporters ums Leben.
Die beiden neuen Mitglieder Dave Mattacks (Schlagzeug) und Dave Swarbrick (Gesang, Fiddle, Mandoline) waren dann auf der im November 1969 erschienenen LP Liege & Lief zu hören. Das Album bot eine Mischung aus Rock und Folk – es gilt als das klassische britische Folk-Rock-Album schlechthin. Trotz des Erfolgs der Platte verließen Denny und Ashley Hutchings die Band. Stattdessen kam Dave Pegg, mit dem das Album Full House veröffentlicht wurde.

### Weitere Alben
Im Januar 1971 kehrte Richard Thompson Fairport Convention den Rücken. Das bald darauf erschienene Babbacombe Lee wird von manchen Kritikern als eines der besten Konzeptalben der Rockhistorie angesehen. Es erzählt die Geschichte von John Lee, „the man they couldn't hang“ (‚den Mann, den sie nicht hängen konnten‘). Bei einigen der folgenden Shows wirkten auch Thompson und Denny wieder mit. Auf Rosie (1973) waren unter anderem Sandy Denny, Richard Thompson, Linda Peters (später Thompson), Trevor Lucas und Jerry Donahue von Fotheringay sowie Ralph McTell zu hören.
Im selben Jahr folgte Nine, das von den Kritikern ebenfalls gut aufgenommen wurde. Dort waren noch Mattacks, Pegg, Swarbrick, Donahue und Lucas von der vorherigen Besetzung übriggeblieben. Für Rising for the Moon und Fairport Live Convention gesellte sich kurzzeitig Sandy Denny wieder zur Band. Bei Liveauftritten verdingte sich sporadisch Paul Hule als Perkussionist.

### Weg zur Trennung
1976 erschien Gottle O’Gear, ein Album, das von der Kritik nicht gut aufgenommen wurde. Bald darauf wechselte die Band zu Vertigo Records, wo sie Bonny Bunch Of Roses veröffentlichten. Auf Tipplers Tales (1978) versuchten sie, die Folkwege zu verlassen, was ihnen laut Kritikern misslang. 1979 trennte sich Fairport Convention.

### Reunions

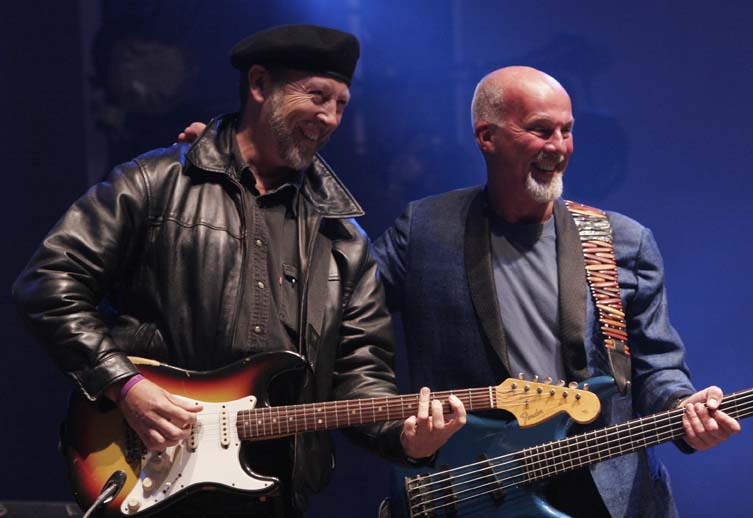
Richard Thompson und Dave Pegg 2005

1980/81 kam es zu verschiedenen Reunion-Konzerten, unter anderem mit Richard Thompson und Judy Dyble. Seitdem findet jedes Jahr im August auf einem Feld beim Dorf Cropredy (bei Banbury in Oxfordshire) das Cropredy-Festival statt, bei dem alljährlich die Gruppe selbst (in der jeweils aktuellen Besetzung) und ehemalige Bandmitglieder wie Richard Thompson, Dave Swarbrick, Dave Mattacks oder Jerry Donahue als Gäste, solo oder mit eigenen Bands vor rund 15.000 bis 25.000 Zuschauern aller Altersgruppen spielen. 1985 kam es dann zu einer festen Neuauflage der Band mit Mattacks, Nicol, Pegg, Ric Sanders und Maartin Allcock. Beim 20-jährigen Jubiläum von 1987 war auch Ian Matthews kurzzeitig wieder dabei. Im gleichen Jahr wurden die Alben Heyday: The BBC Radio Sessions und In Real Time veröffentlicht, auf denen sie abermals traditionelle Folkelemente hören ließen. Mit Red & Gold von 1988 kam Fairport Convention sogar wieder in die britischen Album-Charts.
1989 kamen kurzzeitig Bert Jansch und Jacqui McShee als Gäste zur Band dazu. The Five Seasons von 1990 gilt als wichtiges Werk aus der neueren Zeit, was wahrscheinlich hauptsächlich an seinen eingängigen Melodien lag. Das 1997er Album Who Knows Where the Time Goes? widmete Fairport Convention der 1978 verstorbenen Sandy Denny.

### Nach 2000
Nach Who Knows Where the Time Goes? verließ Dave Mattacks die Band, und Gerry Conway (Ex-Fotheringay) übernahm den Part des Schlagzeugers. Mit Conway wurden unter anderem die Alben The Wood and the Wire, XXXV und Festival Bell eingespielt.
Fairport Convention wurde bei den BBC Radio 2 Folk Awards 2002 mit dem Lifetime Achievement Award ausgezeichnet, ihr Album Liege & Lief wurde 2006 bei einer Publikumswahl dieser Awards zum „Most Influential Folk Album of All Time“ gewählt.
Beim Cropredy-Festival 2007 wurde Liege & Lief in einer einmaligen Liveproduktion in Fast-Original-Besetzung (für die verstorbene Sandy Denny übernahm Chris While den Gesangspart) komplett in der ursprünglichen Titelabfolge des Albums aufgeführt.

## Diskografie

### Studioalben
| Jahr | Titel                                      | Höchstplatzierung, Gesamtwochen, AuszeichnungChartplatzierungen (Jahr, Titel, Platzierungen, Wochen, Auszeichnungen, Anmerkungen) | Höchstplatzierung, Gesamtwochen, AuszeichnungChartplatzierungen (Jahr, Titel, Platzierungen, Wochen, Auszeichnungen, Anmerkungen) | Anmerkungen |
| Jahr | Titel                                      | UK | US | Anmerkungen |
| ---- | ------------------------------------------ | --- | --- | ----------- |
| 1969 | Unhalfbricking                             | UK12 Silber · (8 Wo.)UK | — |             |
| 1969 | Liege & Lief                               | UK17 Gold · (15 Wo.)UK | — |             |
| 1970 | Full House                                 | UK13 (11 Wo.)UK | — |             |
| 1971 | Angel Delight                              | UK8 (5 Wo.)UK | US200 (1 Wo.)US |             |
| 1971 | Babbacombe Lee                             | — | US195 (3 Wo.)US |             |
| 1975 | Rising for the Moon                        | UK52 (1 Wo.)UK | US143 (8 Wo.)US |             |
| 1989 | Red and Gold                               | UK74 (1 Wo.)UK | — |             |
| 1995 | Jewel in the Crown                         | UK86 (1 Wo.)UK | — |             |
| 2018 | A Tree With Roots - The Songs of Bob Dylan | UK70 (1 Wo.)UK | — |             |

Weitere Studioalben
- Fairport Convention (1968)
- What We Did on Our Holidays (1969)
- Rosie (1973)
- Nine (1973)
- Gottle O’Geer (1976)
- The Bonny Bunch of Roses (1977)
- Tipplers Tales (1978)
- Gladys Leap (1985)
- Expletive Delighted (1986)
- In Real Time (1987)
- The Five Seasons (1990)
- Old New Borrowed Blue (1996) (Fairport Acoustic Convention)
- Who Knows Where the Time Goes (1997)
- The Wood and the Wire (1999)
- XXXV (2001)
- Over the Next Hill (2004)
- Sense of Occasion (2007)
- Festival Bell (2011)
- By Popular Request (2012)
- Myths and Heroes (2015)

### Livealben
- House Full (1976)
- Fairport Live Convention, auch A Moveable Feast (1974)
- Live at the L.A. Troubadour (1977; aufgenommen 1970)
- Farewell Farewell, auch Encore Encore (1979)
- Moat on the Ledge – Live at Broughton Castle (1981)
- 25th Anniversary Concert (1992)
- The Cropredy Box (1998)
- Cropredy 98 (1999)
- More Things We Did On Our Holidays  (live at Cropredy 1986 & 1987) (2011)
- Live 1974 at My Father’s Place (2015)
- It All Came Round Again: Onstage and On Air 1982 - 1990 (2024,  Boxset mit 11 CDs, 1 DVD, 1 Buch)

### Kompilationen
| Jahr | Titel                                                            | Höchstplatzierung, Gesamtwochen, AuszeichnungChartplatzierungen (Jahr, Titel, Platzierungen, Wochen, Auszeichnungen, Anmerkungen) | Höchstplatzierung, Gesamtwochen, AuszeichnungChartplatzierungen (Jahr, Titel, Platzierungen, Wochen, Auszeichnungen, Anmerkungen) | Anmerkungen |
| Jahr | Titel                                                            | UK | US | Anmerkungen |
| ---- | ---------------------------------------------------------------- | --- | --- | ----------- |
| 1972 | History of Fairport Convention                                   | UK— SilberUK | — |             |
| 2017 | Who Knows Where the Time Goes: The Essential Fairport Convention | UK68 (1 Wo.)UK | — |             |

Weitere Kompilationen
- The Woodworm Years (1991)
- Off the Desk (2008)